# 藏狐
藏狐又称藏沙狐，是青藏高原、拉达克高原、尼泊尔、中国、锡金和不丹特有的真狐物种，栖息地最高海拔约5300米（17400英尺）。由于其在青藏高原大草原和半沙漠的广泛分布，牠在世界自然保护联盟红色名录中被列为无危物种。

## 特征
中型狐类，成年個體体长60至70（24至28英寸），体重4至5.5（8.8至12.1磅），尾长29至40（11至16英寸）。背部为棕黄色，两侧及尾巴为银灰或灰蓝色。尾部末端為白色，耳朵外側為灰色，内部為白色
- 在中國的藏狐
- 藏狐頭骨側視圖
- 藏狐頭骨俯視圖
- 藏狐頭骨正面

與其他狐屬生物相比，牠們的顱基長度更長，下頜齒、犬齒和臼齒也更長，因此更加適宜捕獵。

## 生境与习性
栖息于高原地带，喜独居。通常在旱獭的洞穴居住。主要捕食高原鼠兔，其次以野鼠、土撥鼠、高原兔、兔子、鸟类和蜥蜴为食。

## 外部連結
- 短片：祁連山下藏狐嬉戲　憨態可掬

- . ITIS.